# سيسيل دوين كراب
سيسيل دوين كراب (بالإنجليزية: Cecil Duane Crabb)‏ هو ملحن أمريكي، ولد في 23 مايو 1890 في سنترفيل في الولايات المتحدة، وتوفي في 27 أبريل 1953 في ويسكونسن في الولايات المتحدة.